# Изложба „Цртеж и мала пластика” (март–април 1982)
Изложба „Цртеж и мала пластика” се одржала у периоду од 25. марта до 7. априла 1982. године, у Уметничком павиљону „Цвијета Зузорић” у Београду.

## Уметнички савет
Избор радова за изложбу је обавио Уметнички савет Друштва ликовних уметника Београда:
- Слободан Петровић, председник Савета
- Божидар Џмерковић
- Оливера Грбић
- Славољуб Радојчић
- Федор Соретић
- Божидар Дамјановски
- Ружица Беба Павловић

## Излагачи

### Цртежи
1. Милун Анђелковић
2. Микан Аничић
3. Исак Аслани
4. Драгана Атанасовић Стојановић
5. Жељко Бјелица
6. Мирослав Благојевић
7. Драган Богичић
8. Анђелка Бојовић
9. Срђан Боснић
10. Соња Бриски
11. Драган Буљугић
12. Јармила Вешовић
13. Биљана Вуковић
14. Никола Вукосављевић
15. Матија Вучићевић
16. Душан Гавела
17. Шемса Гавранкапетановић
18. Александар Гајић
19. Евгенија Демниевска
20. Драган Добрић
21. Едвина Драговић
22. Предраг Драговић
23. Марија Драгојловић
24. Веселин Драшковић
25. Марио Ђиковић
26. Ђорђе Ђорђевић
27. Ружица Ђорђевић
28. Светлана Златић
29. Дејан Илић
30. Биљана Јанковић
31. Владимир Јанковић
32. Богдан Јовановић
33. Душан Јовановић
34. Драгана Јовчић
35. Вида Јоцић
36. Гордана Каљаловић
37. Божидар Каматовић
38. Маријана Каралић
39. Божидар Кићевић
40. Миљен Кљаковић
41. Драгослав Кнежевић
42. Дијана Кожовић
43. Милица Којчић
44. Гордана Крсмановић Коцић
45. Мирјана Крстевска
46. Гордана Крчмар
47. Радмила Лазаревић
48. Владан Љубинковић
49. Зоран Марјановић
50. Бранислав С. Марковић
51. Бранислав Марковић
52. Мома Марковић
53. Снежана Маринковић
54. Даница Масниковић
55. Гриша Масникоса
56. Велимир Матејић
57. Слободан Миливојевић
58. Славољуб Мирковић
59. Љиљана Мићовић
60. Младен Мирић
61. Милун Митровић
62. Савета Михић
63. Миодраг Нагорни
64. Мирко Најдановић
65. Зоран Настић
66. Властимир Николић
67. Звонко Новаковић
68. Ружица Беба Павловић
69. Милица Петровић
70. Миодраг Петровић
71. Данка Петровска
72. Божидар Плазинић
73. Божидар Продановић
74. Зоран Пурић
75. Љубица Радовић
76. Кемал Рамујкић
77. Даница Ракиџић Баста
78. Сања Рељић
79. Гордана Ристић
80. Љиљана Ристић
81. Илија Рупчић
82. Оливера Савић
83. Рада Селаковић
84. Мирољуб Стаменковић
85. Радмила Степановић
86. Жарко Стефанчић
87. Миливоје Стоиљковић
88. Љиљана Стојановић
89. Стеван Стојановић
90. Трајко Стојановић Косовац
91. Слободанка Ступар
92. Ана Танић
93. Владимир Тјапкин
94. Станка Тодоровић
95. Слободан Трајковић
96. Лепосава Туфегџић
97. Божидар Чогурић
98. Томислав Шебековић
99. Марина Шрајбер

### Мала пластика
1. Бошко Атанацковић
2. Миливоје Бабовић
3. Мрђан Бајић
4. Милан Бесарабић
5. Срђан Вукајловић
6. Венија Вучинић Турински
7. Савица Дамјановић
8. Драган Димитријевић
9. Стеван Дукић
10. Светислав Здравковић
11. Љубица Злоковић Вујисић
12. Милорад Иветић
13. Никола Јанковић
14. Вељко Лалић
15. Мира Летица
16. Љубиша Манчић
17. Милан Марковић
18. Борислава Недељковић Продановић
19. Мице Попчев
20. Драган Раденовић
21. Дринка Радовановић
22. Балша Рајчевић
23. Слободан Савић
24. Мира Сандић
25. Мирољуб Стаменковић
26. Војин Стојић
27. Татјана Столповић
28. Милорад Ступовски
29. Љубица Тапавички
30. Станка Тодоровић
31. Томислав Тодоровић